# 时圈

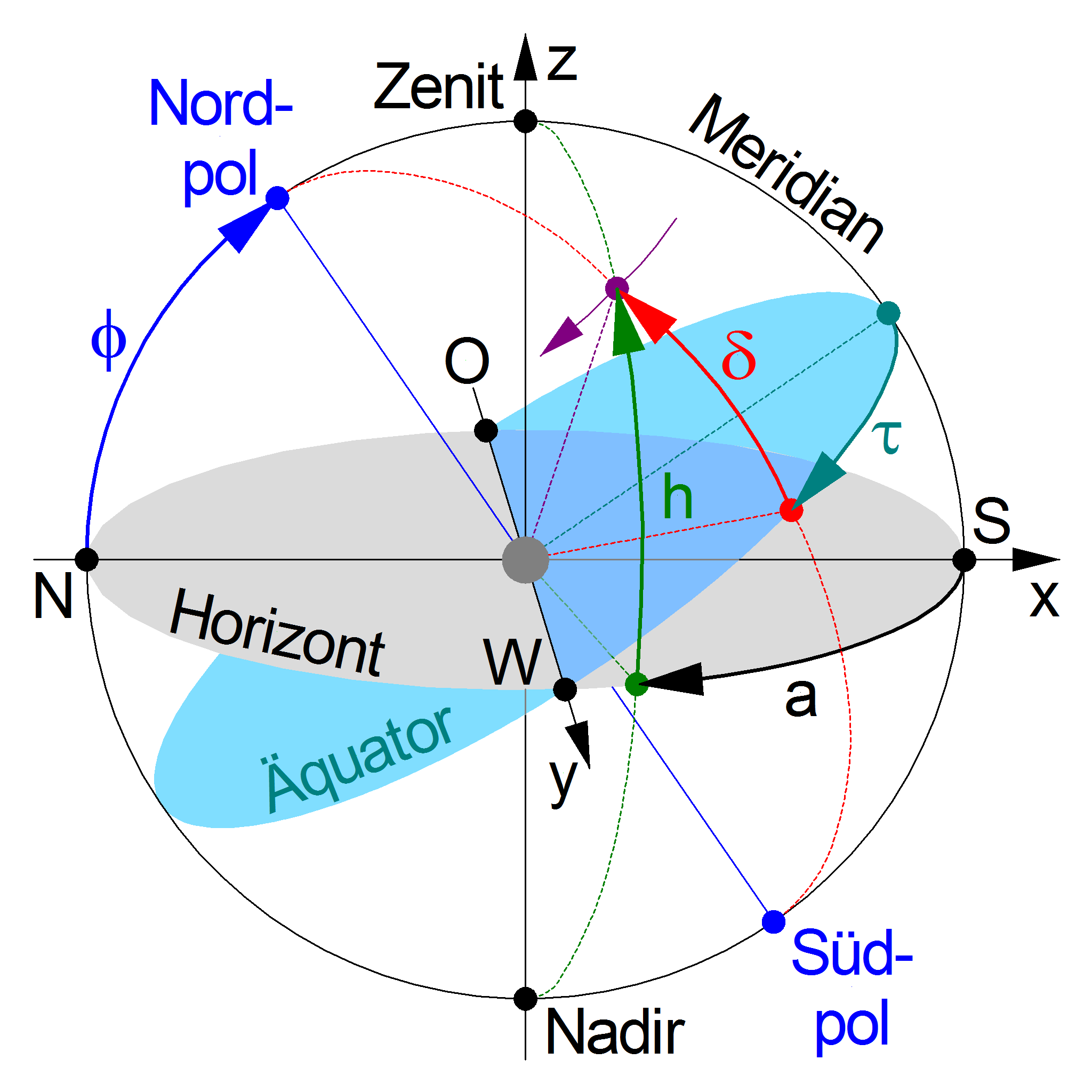
天球的示意图，图中的天极以蓝色实点标出，过天极的大圆均为时圈，其中时圈上以δ标明的弧段为该天体的赤纬

时圈（英語：hour circle），指天球坐标系中过两个天极的大圆，其与天球赤道和天体周日运动的方向相垂直。某天体所在的时圈与子午圈的夹角可用于定义时角。沿赤道到该天体所在位置的弧距即为该天体的赤纬。
过某天体的时圈和子午圈、过同一天体的垂直圈共同构成天文定位三角形。